# Mjuka boggier
Mjuka boggier, radiella boggier, tillåter hjulaxlarna att röra sig en aning så att de kan anpassa sig efter kurvradien (i en vanlig boggi är hjulen fast lagrade vilket betyder att ena sidan av hjulet ligger mer an mot rälsen i kurvor). På så vis förbättras gångegenskaperna och hjul- och spårslitaget minskar. 
Tekniken har funnits i över 100 år, bland annat krävdes den för extremt snäva kurvor hos spårvägarna inne i stadskärnorna. Problemet med mjuka boggier var användandet vid högre farter, då den riskerar att få kraftiga svängningar som kan skada spåret. Under 1960-talet levererades dock ett sexaxligt höghastighetslokomotiv till den tyska statsjärnvägen (DB), där hjulaxlarna tilläts ställa in sig radiellt i viss grad. Under slutet av 1970-talet utvecklade schweiziska SIG en ny generation mjuka höghastighetsboggier (200 km/h) för personvagn typ 4. Något senare påbörjades även leveranser av personvagnar med mjuka boggier till den norska statsjärnvägen (NSB) från tillverkaren Wegmann (senare Weco). 